# Okręty podwodne typu Drzewiecki 3
Okręty podwodne typu Drzewiecki 3 – opracowany przez polskiego inżyniera Stefana Drzewieckiego typ rosyjskich okrętów półzanurzalnych o wyporności 2,5 tony na powierzchni, stanowiących rozwinięcie konstrukcji „Drzewiecki Nr 2”.

## Historia

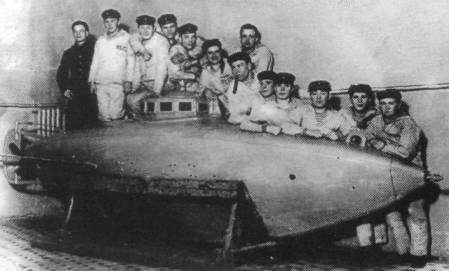
Widoczna pojedyncza śruba na rufie

50 jednostek tego typu zostało zbudowanych dla Armii Imperium w latach 1879-1881 w stoczni Newskiej w Piotrogrodzie. Jednostki te wprawiane były w ruch za pomocą pedałów. W odróżnieniu jednak od dwóch wcześniejszych projektów Drzewieckiego – „Nr 1” i „Nr 2” – typ ten wyposażony był jedynie w jeden wał. Jedna z jednostek tego typu, która w 1884 roku stacjonowała w Kronsztadzie, została wyposażona w zasilany z baterii silnik elektryczny o mocy 1,8 KM, który umożliwiał jej rozwinięcie prędkości 4 węzłów w zanurzeniu przez około 10 godzin. Załoga okrętu została w tym wypadku zredukowana do dwóch osób. Inna jednostka została wyposażona w silnik o mocy 1 KM i pędnik wodnoodrzutowy, pozwalający jej rozwijać prędkość 3 węzłów.